# Народний письменник Республіки Татарстан

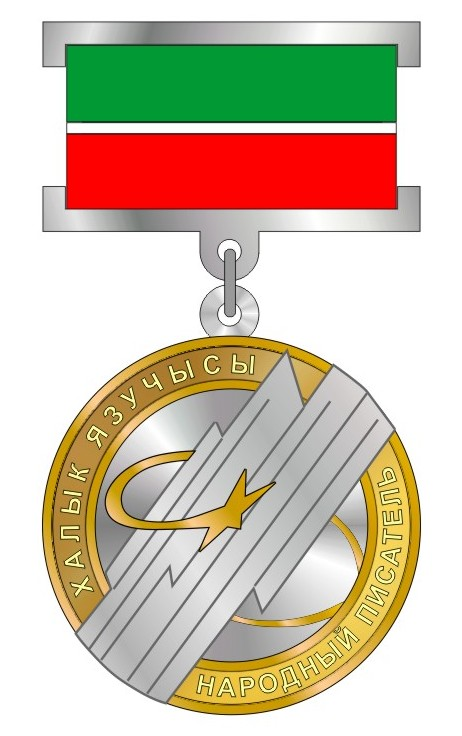

Народний письменник Республіки Татарстан (тат. Татарстан Республикасы Халык язучысы) — почесне звання Республіки Татарстан. 

## Історія
Вперше звання засноване Указом Президії Верховної Ради Татарської АРСР від 9 вересня 1985 року. Нагорода присвоювалася письменникам (драматургам, прозаїкам), сценаристам і літературознавцям за заслуги в розвитку літератури. Разом із присвоєнням звання «Народний письменник Республіки Татарстан» вручалася Почесна грамота та нагрудний знак.
На даний час вручення почесного звання врегульовано законом Республіки Татарстан від 24 березня 2004 року № 25-ЗРТ «Про державні нагороди Республіки Татарстан».

## Підстави нагородження
Звання присвоюється Президентом Республіки Татарстан поетам, письменникам, драматургам, прозаїкам, що створили видатні, відомі художні твори.

## Лауреати почесного звання
Звання «Народний письменник Республіки Татарстан» серед інших отримали Мінуллін Туфан, Баширов Гомар, Імамов Вахіт, Ахунов Гаріф, Карімов Каміл, Хабібуллін Месагійт, Гийматдінова Набіра та ін.